# كارولينا رافاسا
كارولينا رافاسا (بالإسبانية: Carolina Ravassa) ولدت في 15 حزيران/يونيو سنة 1985، هي ممثلة كولومبية ومنتجة درست المسرح في جامعة الآداب بكلية بوسطن. وقد اشترهت بأدائها لصوت سومبرا (بالإنجليزية: Sombra) في لعبة الفيديو أوفرواتش.

## الحياة المهنية
نشأت رافاسا في العديد من البلدان، حيث قضت طفولتها متنقلة بين كل من كولومبيا والولايات المتحدة، وبالتالي فهس تجيد 4 لغات: الإنجليزية، الأسبانية، البرتغالية ثم اللغة الإيطالية، كما كانت مهتمة بالتمثيل منذ سن مبكرة، حيث أن أول دور لها في الإنتاج المحلي كان من خلال فيلم صوت الموسيقى الذي تم تصويره في مدينة شيكاغو. تلقت فيفيانا تعليمها في كلية بوسطن، تحديدا في كلية الآداب.
في عام 2010، ظهرت رافاسا في فيلم ديزني ستيب أب ثري دي حيث تألقت في دور كريستين. وفي 2014 ظهرت في حلقتين من مسلسل العلاقة في دور جولز. كما عملت كارولينا كممثلة صوت، حيث أدت صوت تاتالينا في لعبة جرند ثفت أوتو في عام 2013،  و معروفة بصوت سومبرا في شركة من بليزارد إنترتينمنت سنة 2016 في لعبة أوفرواتش.
بالإضافة إلى عملها في التمثيل الصوتي، فكارولينا هي أيضا راقصة، حيث تتخصص بشكل كبير في رقصة السالسا.

## قائمة أعمالها

### أفلامها
| السنة     | العنوان                   | الدور          | مزيد من المعلومات |
| --------- | ------------------------- | -------------- | ----------------- |
| 2009      | داخل عقل إيتا نيترمان     | إيتا نيترمان   | دور رئيسي         |
| 2009      | نيوفا يورك                | زوجة الكولومبي | دور رئيسي         |
| 2010      | ستيب أب ثري دي            | كريستين        | مؤدية صوت         |
| 2010      | الحب بين السطور           | جولي           |                   |
| 2011      | أنا جوليا                 | ديانا كاستيلو  | دور رئيسي         |
| 2011      | خمسة: واحد وثلاثون (5:31) | روبيا          |                   |
| 2013      | اتباع الزعيم              | آشلي           |                   |
| 2014      | إعادة هدية                | فانيسا         |                   |
| 2014      | ربما غدا                  | كياه مندوزا    | مؤدية صوت         |
| 2014      | 5                         | إميلي ريتشاردز |                   |
| 2014      | العلاقة                   | جول            | دور مكرر          |
| 2015      | برازيليا: مدينة المستقبل  | كارولينا       | دور رئيسي         |
| 2015      | ميلي ومجلس اللوردات       | لوسي           | مؤدية صوت         |
| 2015      | ألتاريانتينو              | راقصة زومبا    | مؤدية صوت         |
| 2015-2016 | هيسبانغلوساكسون           | أدوار متعددة   | دور رئيسي         |
| 2016      | المراقبة: تسلل            | سومبرا (صوت)   |                   |
| 2017      | الدوبامين                 | أليس           | سلسلة منتظمة      |

### ألعاب الفيديو
| السنة      | العنوان          | الدور            | مزيد من المعلومات |
| ---------- | ---------------- | ---------------- | ----------------- |
| 2012       | ماكس باين 3      | السكان المحليين  | غير محدد          |
| 2013       | جراند ثفت أوتو V | تاليانا مارتينيز | مؤدية صوت         |
| 2016–حاليا | أوفرواتش         | سومبرا           | مؤدية صوت         |
| 2020-حاليا | فالورانت         | ريز              | مؤدية صوت         |

## روابط خارجية
- كارولينا رافاسا على موقع IMDb (الإنجليزية)
- كارولينا رافاسا على موقع قاعدة بيانات الفيلم (الإنجليزية)